# Форест Гамп (роман)
Форест Гамп (енгл. Forrest Gump) је авантуристички роман америчког писца Винстона Грума из 1986. године. 
Радњу романа, све авантуре и догововштине препричава главни лик који то све износи из своје перспективе. Форест Гамп не зна шта жели да ради у животу, али се и поред ниског нивоа интелигенције избори са разноразним ситуацијама.

## Радња
Главни лик Форест Гамп, назван по оснивачу ККК клана Нејтану Бедфорду Форесту приповеда причу о свом животу. Аутор користи граматичке и правописне грешке да укаже на свој јужњачки акценат, образовање и когнитивне сметње.
Почетна радња се дешава у Мобилу, Алабама где Форест живи и где у школи упознаје Џени Каран са којом се спријатељује.
Форест са шеснаест година има висину од скоро два метра и тежину од 110 килограма и игра амерички фудбал за средњу школу коју похађа. Заљубљен је у госпођицу Хендерсон која му даје часове читања. Чита авантуре Тома Сојера и још неке књиге које не памти, али му на тестовима свеједно иде лоше. 
Пошто је због снаге и издржљивости био добар играч, од Бера Брајанта добија и понуду да крене да игра амерички фудбал за колеџ.
Форест и Џени се опет срећу на колеџу и почињу да свирају у истом бенду. Након једног семестра он пада годину на универзитету у Алабами након чега он и његов пријатељ Баба приступају војсци. Убрзо их шаљу у Вијетнамски рат где његов пријатељ гине, а он спашава свог поручника за шта га након повратка кући награђују. 
Након тога је сплетом околности представљао америчку репрезентацију у Кини на стонотениском турниру. А после почиње да ради у НАСА истраживачком центру, али ту упада у проблеме због учешћа на анти ратном скупу у Вашингтону. 
После неког времена одлази опет у Вијетнам након рата и упознаје локалца који му показује како врло једноставно може да узгаја шкампе у импровизованом базену. Он ту развија посао, али фирму са радницима поклања породици погинулог друга Бабе пошто постаје фрустриран компликацијама и пословним обавезама у његовом некада једноставном животу. 
На крају књиге Форест завршава са бившим поручником Деном кога је спасио у Вијетнамском рату и огрангутаном под именом Стју.

## Екранизације
Роман није имао неког посебног успеха, продат је у мање од 30.000 примерака и није прошао запажено. Нагли пораст популарности књиге долази 1994. године када је филмски студио Paramount Pictures екранизовао роман и објавио филм Форест Гамп, али са доста измена, са Томом Хенксом у главној улози, након чега је књига продата у скоро милион примерака.